# Sho Kamogawa
Sho Kamogawa (født 7. februar 1983) er en tidligere japansk fodboldspiller.
Han har spillet for flere forskellige klubber i sin karriere, herunder Nagoya Grampus Eight.